# Vasil Mohorita
Vasil Mohorita (* 19. September 1952 in Prag) ist ein tschechischer Politiker.

## Leben
Mohorita studierte von 1971 bis 1972 an der Hochschule des Komsomol. Danach wirkte er als Funktionär im Jugendverband der Tschechoslowakei Socialistický svaz mládeže (SSM) (SSM) und war ab 1987 dessen Vorsitzender. Er war Abgeordneter des Česká národní rada (ČNR), bis 1987 gehörte er dessen Präsidium an.
1988 wurde Mohorita Mitglied des Zentralkomitees und Sekretariats der Kommunistischen Partei der Tschechoslowakei (KSČ). Er war damit das mit Abstand jüngste Mitglied der kommunistischen Führungsriege der ČSSR. Er beteiligte sich an der Organisation der Proteste vom 17. November 1989, die zur Samtenen Revolution in der ČSSR führten, und kritisierte bei einem Auftritt auf dem Wenzelsplatz am 20. November öffentlich den Polizeieinsatz.
Mit 57,7 % der Delegiertenstimmen löste der ehemalige Vorsitzende des kommunistischen Jugendverbandes am 21. Dezember 1989 Karel Urbánek als Ersten Sekretär der KSČ ab, musste diesen Posten aber ebenfalls bald abgeben. 1990 wurde er aus dem ČNR abberufen. 1990–1992 war er Abgeordneter im tschechoslowakischen Parlament. Er wirkte später in der Partei des demokratischen Sozialismus Tschechiens und zog sich 1997 aus der aktiven Politik zurück. Er galt als Reformkommunist.